# Джеберти
Джеберти (джабарти) — мусульманский клан, населяющий полуостров Сомали, в основном Сомали, Эфиопию, Эритрею, Йемен и Оман. Кроме религии, мало отличаются от соседних народов (амхара, тиграи и агау).

## История
Ислам пришел на Африканский Рог с Аравийского полуострова вскоре после хиджры. Древнейшая мечеть в Сайле, Масджид аль-Киблатаин (мечеть из двух михрабов) датируется VII веком. В конце IX века Аль-Якуби писал, что мусульмане жили вдоль северного побережья Сомали. Среди этих первых переселенцев был Абдирахман бин Исмаил аль-Джабарти, полулегендарный предок семьи клана Дарод. Аль-Макризи отмечал, что ряд мусульман поселились в контролируемом Сайлой районе Джабарты, который в настоящее время находится на северо-востоке Сомали, а оттуда постепенно расширились во внутренние районы на Африканском Роге. Джеберти (дарод) — самый крупный клан с точки зрения населения и размера земли в Сомали, и значительное меньшинство в Йемене, Омане, Эритрее, Эфиопии и Кении. Большинство джеберти сосредоточено городах Асмэра, Абебу, Кисмайо, Бадхан, Гароуэ, Ласъанод, Гарбахаррей, Джиджига, Босасо, Бардере, Бураан, Гарисса и Салала.

## Язык
Джеберти в Сомали называют «даруд». Сомалийскийе семьи джеберти говорят на сомалийском и арабском языках. В Эритрее они в основном говорят на тигринья и арабском языке, а джеберти в Эфиопии говорят на тигринья.